# L'Ordre (journal)
Pour les articles homonymes, voir L'Ordre.
L'Ordre est un journal quotidien bonapartiste, publié en France entre 1871 et 1914.

## Histoire
Le premier numéro de L'Ordre est daté du 1er octobre 1871. Le nouveau journal, établi au no 16 de la rue du Croissant, est dirigé par Clément Duvernois, qui fut le dernier ministre de l'Agriculture et du Commerce du Second Empire. Avant la chute de l'Empire, Duvernois avait fondé Le Peuple français, dont L'Ordre est censé être la continuation. Conservateur mais démocrate, L'Ordre prône la restauration du régime impérial par le suffrage universel direct.
En novembre 1872, Duvernois cède la direction politique du quotidien au député bonapartiste Dugué de La Fauconnerie. En 1873, un procès pour concurrence déloyale intenté (mais perdu) par Edmond Dupont-Desaulty (d), directeur d'un journal homonyme arrageois, incite L'Ordre à sous-titrer « de Paris » afin d'éviter toute confusion. À cette époque, le journal est influencé par Eugène Rouher, organisateur du groupe de l'Appel au peuple.
En mai 1877, L'Ordre absorbe La Nation, un journal bonapartiste fondé l'année précédente et dont Albert Duruy était le rédacteur en chef.
Directeur administratif de L'Ordre depuis 1876, Albert Huet est aussi celui du Peuple français, un concurrent du Petit Caporal fondé en 1879. Le rédacteur en chef de L'Ordre est alors Ernest Pascal. Les deux titres servent d'organe de presse au Prince Napoléon jusqu'à leur changement de propriétaire en 1880. Huet est alors remplacé par Adolphe de Chonski, qui fusionne Le Peuple français avec En Avant et confie la direction politique des deux journaux à Edgar Raoul-Duval. En 1882, ces journaux sont revendus à Achille Lecolle, administrateur-directeur du Notariat.
Publié de façon irrégulière après 1902, L'Ordre cesse de paraître en 1914.

## Collaborateurs notables
- Jules Amigues[9]
- Fernand Boudeville
- Barral de Montaut[1]
- Alfred Darimon[6]
- Jules Delafosse[6]
- Charles Delagneau (d)[6]
- Charles Gaumont[10]
- Alexandre Duvernois (d)[11]
- Léon Hennique[12]
- Romary Leguevel de La Combe (d)[11]
- Octave Mirbeau[12]
- Ernest Pascal[6]